# Agnibesa recurvilineata
Agnibesa recurvilineata là một loài bướm đêm trong họ Geometridae.